# Virus (Dark Horse Comics)
Virus è un fumetto di Chuck Pfarrer, pubblicato per la prima volta nel 1992.

## Trama
Una forma di vita aliena elettrica si impossessa di una nave da ricerca cinese, usando la rete elettrica e cadaveri di persone che diverranno man mano mostruose creature generate sia da parti organiche che inorganiche. Quando una nave di salvataggio cercherà di rimorchiare la nave, dovrà vedersela contro le creature o diventarne parte di esse.

## Altri media
Nel 1999 ne è stato fatto un film dal titolo Virus, basato sul fumetto, con protagonista Jamie Lee Curtis, William Baldwin e Donald Sutherland.